# Лиццано
Лиццано (итал. Lizzano) — коммуна в Италии, располагается в регионе Апулия, в провинции Таранто.
Население составляет 10 297 человек (2008 г.), плотность населения составляет 221 чел./км². Занимает площадь 46 км². Почтовый индекс — 74020. Телефонный код — 099.
Покровителем населённого пункта считается святой San Gaetano Thiene, San Pasquale.

## Демография
Динамика населения:

## Администрация коммуны
- Официальный сайт: